# Werner Kließ
Werner Kließ (* 24. Dezember 1939 in Stosnau, Ostpreußen; † 12. Mai 2016 in Berlin) war ein deutscher Film- und Fernsehproduzent, Bildhauer, sowie Hörspiel- und Drehbuchautor.

## Leben
Kließ studierte Medizin, Psychologie, Phonetik und Literatur ohne Abschluss. Zunächst betätigte er sich als Filmkritiker für die Zeitschrift film.
Von 1969 bis 1980 war er als Produzent bei der Bavaria angestellt und produzierte 17 Episoden der Kriminalfilm-Reihe Tatort. Dann wurde Kließ Redaktionsleiter beim ZDF, wo er für die Serien Derrick, Der Alte, Ein Fall für zwei und Kottan ermittelt zuständig war. Fünf Jahre später machte er sich selbstständig und wurde gemeinsam mit Georg Althammer und Karl Heinz Willschrei Teilhaber der Monaco/Odeon/Nostro-Gruppe. 1988 gründete er mit Althammer und Willschrei die Borussia Film GmbH. In Zusammenarbeit mit der amerikanischen Filmfirma Universal sollte eine Serie über amerikanische und deutsche Polizisten in Berlin produziert werden, doch der Mauerfall beendete diese Pläne. 1993 wurde Kließ Geschäftsführer der Borussia Media und der Nostro Film in Berlin. In dieser Funktion betreute er die Serien Wolffs Revier, A.S. – Gefahr ist sein Geschäft und Die Drei.
Kließ verfasste mehrere Drehbücher sowie Sachbücher über das Verfassen von Fernsehkrimis. Er schrieb auch Hörspiele und Bühnenstücke. 1998 ging er nach Berlin und war dort seither als Maler und Bildhauer tätig. Als bildender Künstler war er Autodidakt, dessen Skulpturen auf Ausstellungen in Berlin und anderen Städten gezeigt wurden.

## Filmografie (als Produzent)
- 1971: Mathias Kneißl (nur Schauspieler)
- 1971: Nicht der Homosexuelle ist pervers, sondern die Situation, in der er lebt
- 1974: Tatort: Acht Jahre später
- 1974: Tatort: Zweikampf
- 1974: Tatort: Der Mann aus Zimmer 22
- 1975: Tatort: Die Abrechnung
- 1975: Tatort: Treffpunkt Friedhof (auch Drehbuch)
- 1976: Lobster (Serie)
- 1976: Zwei Leben
- 1976: Tatort: Fortuna III
- 1976: Tatort: Abendstern
- 1976: Jörg Preda berichtet (Serie)
- 1977: Tatort: Spätlese
- 1977: Tatort: Drei Schlingen
- 1977: Tatort: Das Mädchen von gegenüber
- 1978: Tatort: Rechnung mit einer Unbekannten
- 1978: Tatort: Lockruf
- 1978: Tatort: Der Feinkosthändler
- 1979: Tatort: Die Kugel im Leib
- 1979: Tatort: Schweigegeld
- 1980: Tatort: Der Zeuge
- 1988–1993: Eurocops (Serie)
- 1993: Hecht & Haie (Serie)
- 1996: Die Drei
- 1997: Der Doppelgänger
- 1995–1998: A.S. – Gefahr ist sein Geschäft (Serie)
- 1998: Ein Mord für Quandt (Serie, vier Episoden)
- 1998–1999: Wolffs Revier (Serie)

## Hörspiele (als Autor)
- 1972: Der babylonische Turm – Regie: Andreas Weber-Schäfer (Original-Hörspiel, Science-Fiction-Hörspiel – SDR)
- 1972: Transporter – Regie: Heinz Wilhelm Schwarz (Originalhörspiel, Kurzhörspiel, Science-Fiction-Hörspiel – WDR)
- 1974: Dingo in Minoa. Radiowestern: Begräbnis erster Klasse – Regie: Walter Adler (Originalhörspiel, Kriminalhörspiel – SWF)
- 1974: Dingo in Minoa. Radiowestern: Der Blinde – Regie: Walter Adler (Originalhörspiel, Kriminalhörspiel – SWF)
- 1974: Dingo in Minoa. Radiowestern: Die Rache der Gerechten – Regie: Walter Adler (Originalhörspiel, Kriminalhörspiel – SWF)
- 1974: Dingo in Minoa. Radiowestern: Für fünfzigtausend Dollar – Regie: Walter Adler (Originalhörspiel, Kurzhörspiel, Kriminalhörspiel – SWF)
- 1975: Jim und Sam: Die Viehzähler. Radiowestern – Regie: Bernd Lau (Originalhörspiel – SWF)
- 1992: Science Fiction als Radiospiel: Zeitler sagt ab – Bearbeitung und Regie: Andreas Weber-Schäfer (Science-Fiction-Hörspiel – SDR)
- 1993: Science Fiction als Radiospiel: Der Welträumer – Bearbeitung und Regie: Andreas Weber-Schäfer (Originalhörspiel, Science-Fiction-Hörspiel – SDR)